# Erythrus ligystropteroides
Erythrus ligystropteroides är en skalbaggsart som först beskrevs av Lansberge 1884.  Erythrus ligystropteroides ingår i släktet Erythrus och familjen långhorningar. Inga underarter finns listade i Catalogue of Life.